# 2017년 이와테현 해역 지진
2017년 이와테현 해역 지진(일본어: 2017年岩手県沖地震)은 2017년 9월 27일 새벽 5시 22분경 일본 이와테현 쿠지시 동쪽 바다 35km 해상서 발생한 지진으로 최대진도4를 기록하였다.

## 진도
진도4을 관측한 지역은 다음과 같다.
| 진도 | 도도부현   | 시정촌                     |
| ---- | ---------- | -------------------------- |
| 4    | 아오모리현 | 하치노헤시 하시카미정      |
| 4    | 이와테현   | 후다이촌 노다촌 모리오카시 |
| 4    | 미야기현   | 도메시                     |